# 石川氏朝鮮鱨
石川氏朝鮮鱨，為輻鰭魚綱鯰形目鱨科的其中一種，為溫帶淡水魚類，被IUCN列為瀕危保育類動物，分布於亞洲日本三重縣淡水流域，為特有種，體長可達10.8公分，棲息在溪流底層水域，生活習性不明。